# Halloumi

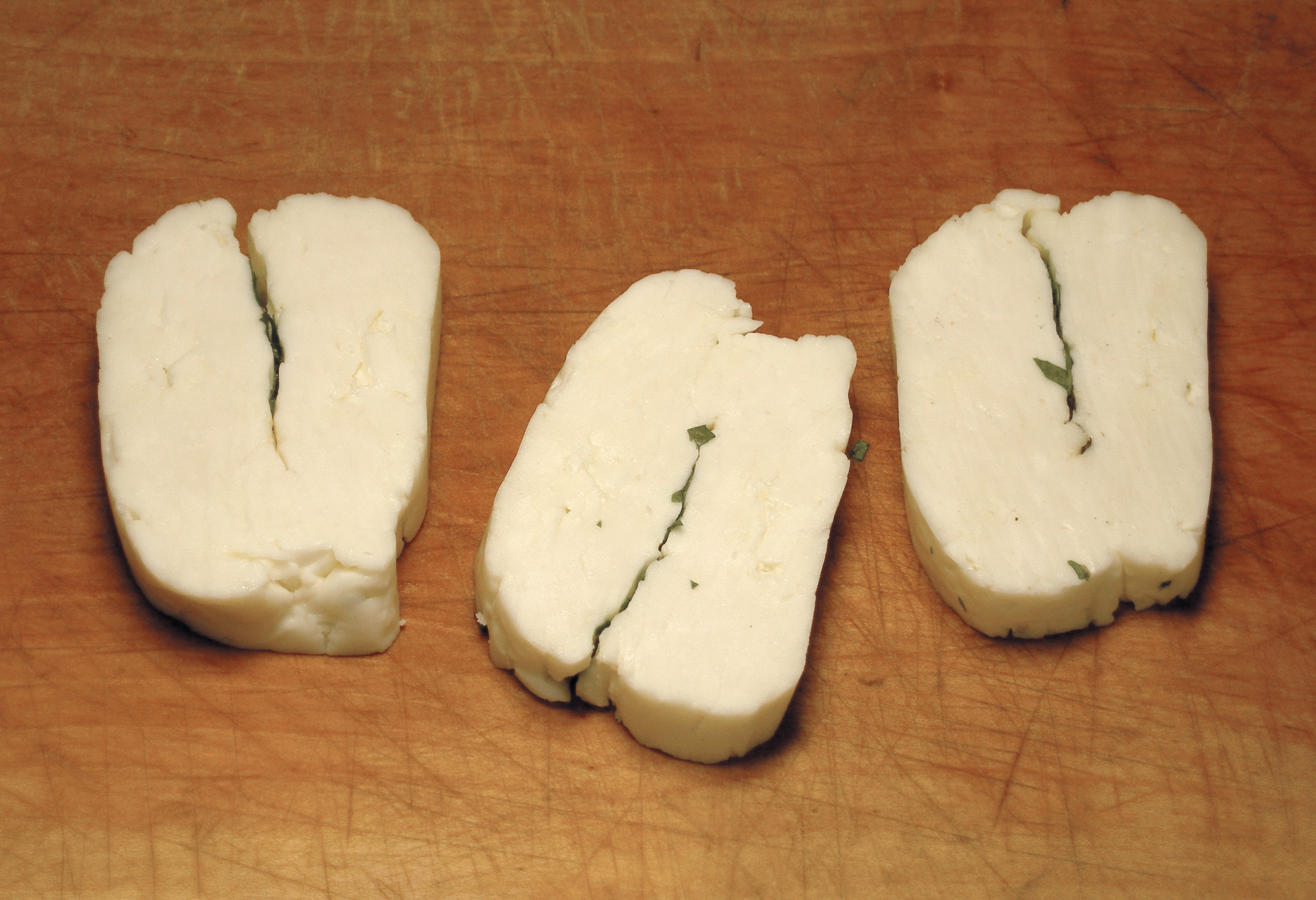
Ser chalumi z liściem mięty

Halloumi, chalumi (ngr. χαλούμι, χαλλούμι, ang. halloumi) – cypryjski ser wytwarzany z mleka owczego lub mieszanki mleka owczego, koziego i krowiego, często z dodatkiem mięty. 
Jest serem półtwardym białej barwy, cechującym się dużą elastycznością. Jego skład stanowi do 46% wody, co najmniej 43% tłuszczu, około 22% białka i 3% soli. Może być spożywany świeży lub (dzięki wysokiej temperaturze topnienia) jako smażony bądź grillowany.
Przeciętny Cypryjczyk spożywa 8 kg tego sera rocznie. Największym po Cyprze rynkiem jego konsumpcji jest Wielka Brytania, gdzie popularność zyskał na początku XXI wieku.
W 2021 roku ser wpisano do unijnego rejestru produktów o chronionej nazwie pochodzenia (ChNP).